# ایساتو جالو
ایساتو جالو (انگلیسی: Isatou Jallow؛ زادهٔ ۱۰ اکتبر ۱۹۹۷) بازیکن فوتبال اهل گامبیا است.
وی همچنین در تیم ملی فوتبال Gambia بازی کرده‌است.